# Flávio Suplicy de Lacerda
Flávio Suplicy de Lacerda (Lapa, 4 de outubro de 1903 - Curitiba, 1 de julho de 1983) foi um engenheiro, professor universitário e político brasileiro.

## Biografia
Começou sua vida como engenheiro da Prefeitura da Cidade de Curitiba, serviu no 5º Batalhão de Engenharia do Exército Brasileiro, tendo sido ainda Diretor da Rede de Viação Paraná - Santa Catarina, e engenheiro-fiscal da Estrada de Ferro Monte Alegre e da Companhia de Força e Luz do Paraná. Neste mesmo período fez seu doutoramento em Ciências Físicas e Matemáticas pela Universidade do Paraná (futura UFPR, após sua federalização sob sua gestão).
Foi reitor da Universidade Federal do Paraná e o primeiro presidente do CREA-PR. Durante seu Mandato como Reitor da Universidade, foram construídos ou reformados os seguintes prédios ou complexos: reforma do Prédio Histórico da Santos Andrade, construção do Complexo da Reitoria (Edifício Dom Pedro I , Edifício Dom Pedro II , Teatro da Reitoria e Edifício da Reitoria) além da Biblioteca Central, Casa da Estudante Universitária de Curitiba, do Hospital de Clínicas e do Complexo do Centro Politécnico.
Ainda sob sua gestão foram criados ou incorporados os seguintes Departamentos, Faculdades ou Escolas: Escola de Agronomia e Veterinária, Faculdade de Química, Faculdade de Ciências Econômicas e Escola de Florestas. Neste período também foram criadas as Universidades Volantes, que serviam para levar ensino às populações do interior do estado.
Como forma de gratidão pela federalização da Universidade, dando acessibilidade a um maior número de estudantes e garantindo a gratuidade do ensino, e pela reforma, revitalização e construção de um "sem número" de novos prédios e incorporação de novas Faculdades, em 1958, as Faculdades de Filosofia, Ciências e Letras mandaram confeccionar um busto em sua homenagem, sendo instalado logo a frente do prédio onde estavam abrigadas estas Faculdades.

## Ministério da Educação
Foi ministro da Educação no governo Castelo Branco, de 15 de abril de 1964 a 8 de março de 1965, e de 22 de abril de 1965 a 10 de janeiro de 1966. Durante sua gestão no MEC, estabeleceu um acordo de cooperação com a United States Agency for International Development (USAID), que visava transformar o ensino brasileiro num projeto tecnocrático. Esse acordo foi conhecido como acordo MEC-Usaid.
Com esse acordo, as universidades seriam as maiores afetadas. Redutos de manifestações estudantis nas mais diversas matizes da esquerda brasileira, as universidades eram vistas pelo comando da ditadura militar como focos de "subversão ao regime". O acordo MEC/Usaid serviria para transformar o ensino superior brasileiro não mais numa formação crítica do cidadão na sociedade, mas tão somente em cursos de formação profissional e técnica. Nessa mesma época, surgiram os primeiros rumores de privatização das universidades federais e estaduais, que, tal qual todo o projeto previsto no acordo MEC/Usaid, revoltou os estudantes.
Por causa dessa situação, o movimento estudantil brasileiro entrou na sua fase mais conhecida, com uma série de revoltas realizadas entre 1966 e 1968, ano de seu auge. Vários desses conflitos tiveram vítimas fatais entre os estudantes.

## Busto em sua homenagem
O busto construído em sua homenagem no pátio da Reitoria da Universidade Federal do Paraná,  em duas situações fora retirado pelos estudantes como forma de protesto: a primeira, em 1968, em plena ditadura, e a segunda, em 2014, durante o cinquentenário do golpe de 1964. Após a segunda retirada, a universidade publicou nota oficial, repudiando o ato pela importância que ele teve na transformação da Universidade tanto em sua infraestrutura, como em seu formato quando da Federalização da mesma.
Seu pedestal permanece até os dias de hoje sem o busto, de maneira a preservar a história, sendo este ato considerado por alguns professores da própria universidade como um monumento em si a ser mantido. Em 2016 Eliezer Felix de Souza estudou a trajetória de Flávio Suplicy de Lacerda.

## Publicações
- Graphostatica e Resistência dos Materiais. Porto Alegre: Livraria do Globo, 1936
- Resistência dos Materiais. Porto Alegre: Livraria do Globo, 1947